# La gallina degollada
La gallina degollada es un cuento de terror del escritor uruguayo Horacio Quiroga, publicado por primera vez en la revista «Caras y Caretas», en 1909 y posteriormente incluido en el libro Cuentos de amor de locura y de muerte publicado en 1917.

## Sinopsis
Narra la historia del matrimonio Mazzini-Ferraz que parece estar maldito, ya que sus cuatro hijos varones, al llegar al año y medio, sufren convulsiones que los dejan muy disminuidos mentalmente y con una virtualmente nula capacidad de razonar. El quinto hijo, una niña, nace y crece sin mayores problemas y con una capacidad mental normal. Un día los hermanos ven con detenimiento como una gallina es degollada y luego cocinada para la cena. Este hecho, en apariencia simple, desata de manera imprevisible una tragedia. 
Los hermanos deciden replicar el acto atroz que acaban de presenciar y utilizan a su hermanita para aquello.

## Adaptaciones
El cuento fue adaptado a la historieta por el guionista y escritor Carlos Trillo e ilustrado-entintado por el artista Alberto Breccia, en una versión publicada en la revista Fierro N° 8, de abril de 1985.